# Stazione di Latina
Stazione di Latina vasútállomás Olaszországban, Latina településen.

## Vasútvonalak
Az állomást az alábbi vasútvonalak érintik:
- Róma–Formia–Nápoly-vasútvonal

## Kapcsolódó állomások
A vasútállomáshoz az alábbi állomások vannak a legközelebb:
- Stazione di Cisterna di Latina
- Stazione di Sezze Romano